# Santiago Simón
Santiago Simón (José C. Paz, 13 de junho de 2002) é um futebolista profissional argentino que joga como meio-campista no Toluca.

## Carreira
Depois de realizar as divisões inferiores no River Plate, ele estreou em 20 de novembro de 2020 em uma vitória por 2-0 sobre o Banfield. Aos poucos, foi ganhando a confiança do técnico Marcelo Gallardo, que lhe deu várias oportunidades. Em 2021, ele conseguiu se destacar no clássico contra o Boca Juniors, distribuindo uma assistência na vitória milionária por 2-0.

## Títulos

#### River Plate
- Supercopa Argentina: 2019, 2023
- Campeonato Argentino: 2021,  2023
- Trofeo de Campeones: 2021, 2023

#### Argentina
- Campeonato Sul-Americano de Futebol Sub-17: 2019